# Кэмпбелл, Хью, 3-й граф Лаудон
Хью Кэмпбелл, 3-й граф Лаудон (англ. Hugh Campbell, 3rd Earl of Loudoun; ок. 1675 — 20 ноября 1731) — шотландский землевладелец, пэр и государственный деятель. Поддержал Унию между Англией и Шотландией в 1707 году.

## Происхождение
Родился около 1675 года. Старший сын Джеймса Кэмпбелла, 2-го графа Лаудона (? — 1684), от брака с леди Маргарет Монтгомери, дочерью Хью Монтгомери, 7-го графа Эглинтона.
В 1684 году он стал преемником своего отца в качестве графа Лаудона, лорда Кэмпбелла из Лаудона и лорда Тарринзина и Мохлина, что дало ему место в однопалатном парламенте Шотландии, как только он достиг совершеннолетия. Хотя год его рождения неизвестен, его можно оценить по тому факту, что он занял свое место 8 сентября 1696 года и обычно сделал бы это в возрасте двадцати одного года.

## Карьера
В апреле 1697 года лорд Лаудон был назначен членом Тайного совета Шотландии. С февраля 1699 года и до своей смерти он также был чрезвычайным лордом сессии, будучи назначенным в необычно раннем возрасте.
С 1703 по 1705 год граф Лаудон был комиссаром казначейства, затем с 1705 по 1707 год государственным секретарем Королевства Шотландии, занимая эту должность совместно с Джоном Эрскином, графом Маром, и эти двое стали последними обладателями этой должности до того, как в 1707 был подписан Акт об объединении Англии и Шотландии в единое Королевство Великобритания. В 1706 году он был назначен рыцарем Ордена Чертополоха. В 1707—1731 годах шотландский пэр-представитель в Палате лордов Великобритании.
Лорд Лаудон был лордом-хранителем Большой печати Шотландии с 1708 по 1713 год. В 1715 году он сражался в битве при Шерифмуре, приняв сторону короля Георга I против якобитов.

## Личная жизнь
6 апреля 1700 года лорд Лаудон женился на своей кузине, леди Маргарет Далримпл (ок. 1677 — 3 апреля 1777), дочери Джона Далримпла, 1-го графа Стэра, и Элизабет Дандас, дочери сэра Джона Дандаса из Ньюлистона. У супругов были дочь и сын:
- Леди Маргарет Кэмпбелл (? — 7 октября 1733)[4], в 1728 года она вышла замуж за Джона Кэмпбелла из Шоуфилда (? — 1746), сына и наследника Дэниела Кэмпбелла
- Джон Кэмпбелл, 4-й граф Лаудон (5 мая 1705 — 27 апреля 1782)[1].

Лорд Лаудон скончался 20 ноября 1731 года, и ему наследовал его сын Джон.